# Budziechów (przystanek kolejowy)
Budziechów – zamknięty przystanek kolejowy a dawniej stacja kolejowa w Lubsku na linii kolejowej nr 365 Stary Raduszec – Bad Muskau, w powiecie żarskim, w województwie lubuskim, w Polsce.